# Pseudosmittia palauensis
Pseudosmittia palauensis är en tvåvingeart som först beskrevs av Tokunaga 1964.  Pseudosmittia palauensis ingår i släktet Pseudosmittia och familjen fjädermyggor. Inga underarter finns listade i Catalogue of Life.